# Keppeshausen
Keppeshausen (Keppsen et Käppessen en Luxembourgeois) est une municipalité allemande située dans le land de Rhénanie-Palatinat et l'arrondissement d'Eifel-Bitburg-Prüm, frontalière avec le Luxembourg.
Le 11 septembre 1944, elle est prise par l'armée américaine, en faisant la 1re municipalité allemande prise par les Alliés sur le front de l'Ouest.